# Amagon
Amagon és una població dels Estats Units a l'estat d'Arkansas. Segons el cens del 2000 tenia 95 habitants.

## Demografia
Segons el cens del 2000, Amagon tenia 95 habitants, 39 habitatges, i 29 famílies. La densitat de població era de 366,8 habitants/km².
Dels 39 habitatges en un 28,2% hi vivien nens de menys de 18 anys, en un 61,5% hi vivien parelles casades, en un 15,4% dones solteres, i en un 23,1% no eren unitats familiars. En el 20,5% dels habitatges hi vivien persones soles el 15,4% de les quals corresponia a persones de 65 anys o més que vivien soles. El nombre mitjà de persones vivint en cada habitatge era de 2,44 i el nombre mitjà de persones que vivien en cada família era de 2,83.
Per edats la població es repartia de la següent manera: un 23,2% tenia menys de 18 anys, un 5,3% entre 18 i 24, un 21,1% entre 25 i 44, un 31,6% de 45 a 60 i un 18,9% 65 anys o més.
L'edat mediana era de 46 anys. Per cada 100 dones de 18 o més anys hi havia 87,2 homes.
La renda mediana per habitatge era de 15.938 $ i la renda mediana per família de 18.750 $. Els homes tenien una renda mediana de 17.083 $ mentre que les dones 12.500 $. La renda per capita de la població era de 10.294 $. Entorn del 23,3% de les famílies i el 20,5% de la població estaven per davall del llindar de pobresa.

## Poblacions més properes
El següent diagrama mostra les poblacions més properes.